# Шарл Едуар Гијом
Шарл Едуар Гијом (француски: Charles Édouard Guillaume, 15. фебруар 1861 — 13. мај 1938) био је швајцарски физичар који је добио Нобелову награду за физику 1920. године као признање за рад који је довео до прецизних мерења у физици открићем аномалија у никл-челичним легурама.